# Jitte (Waffe)
Eine Jitte, auch Jittei, Jutte (jap. 十手, dt. „Zehn Hände“, alternativ 実手) ist eine Schlagwaffe, die während der Edo-Zeit von Polizisten verwendet wurde.

## Beschreibung
Die Jitte ist in der Regel ein etwa 45 cm langer Stab aus Eisen oder Messing. Kurz vor dem Heft ist eine aufwärts gerichtete Gabelzinke (wie bei dem älteren Hachiwari) aus der Klinge geschmiedet, mit der eine Schwertklinge gestoppt und im günstigen Fall gebrochen werden kann. Der Stab kann rund, flach oder eckig sein. Es gibt verschiedene Versionen, die sich in Form, Länge, Größe und Ausstattung unterscheiden. Manche Versionen besitzen eine Scheide und haben ein Heft, das einem Tantō gleicht. In der Scheide getragen sind sie nicht zu unterscheiden. Andere Versionen gleichen einem Tessen, sind aber mit ausklappbaren Klingen und Schlagstücken versehen. Am Griff befindet sich oft eine Quastkordel (総紐, fusahimo), deren Farbe den Zuständigkeitsbereich angibt.
Die Jitte wird auch im Bujinkan Budo sowie im Jōdō verwendet.

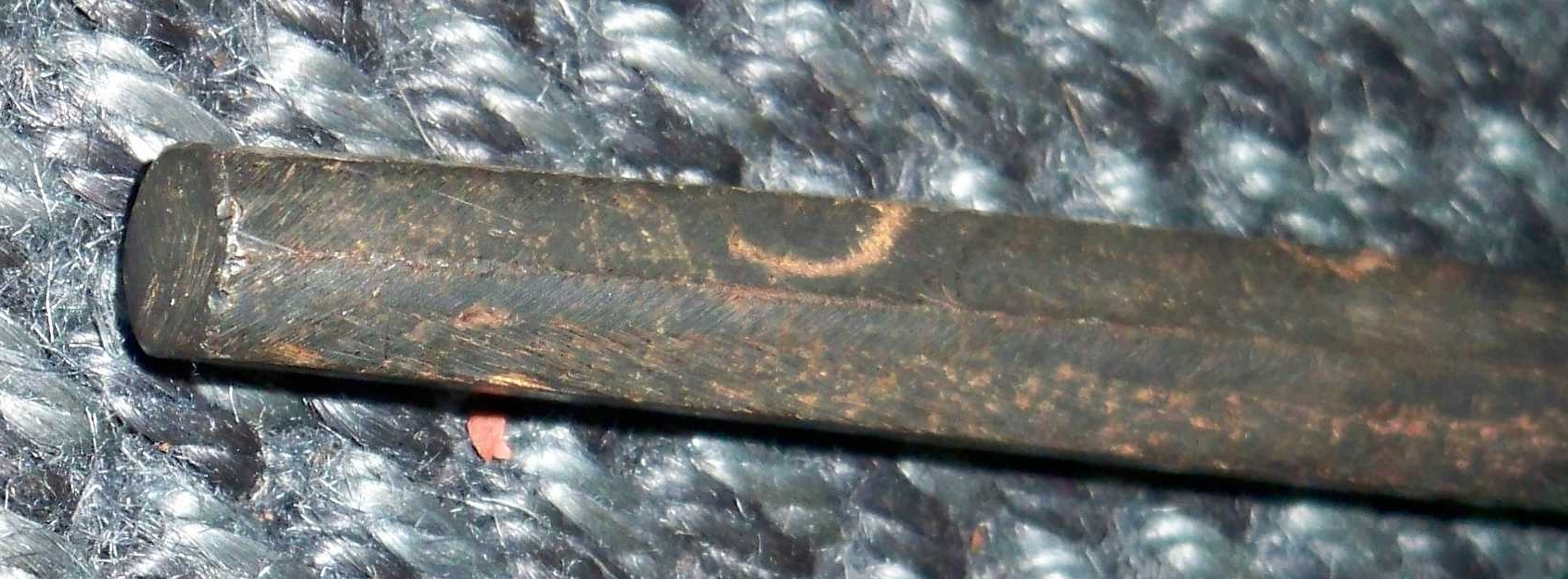
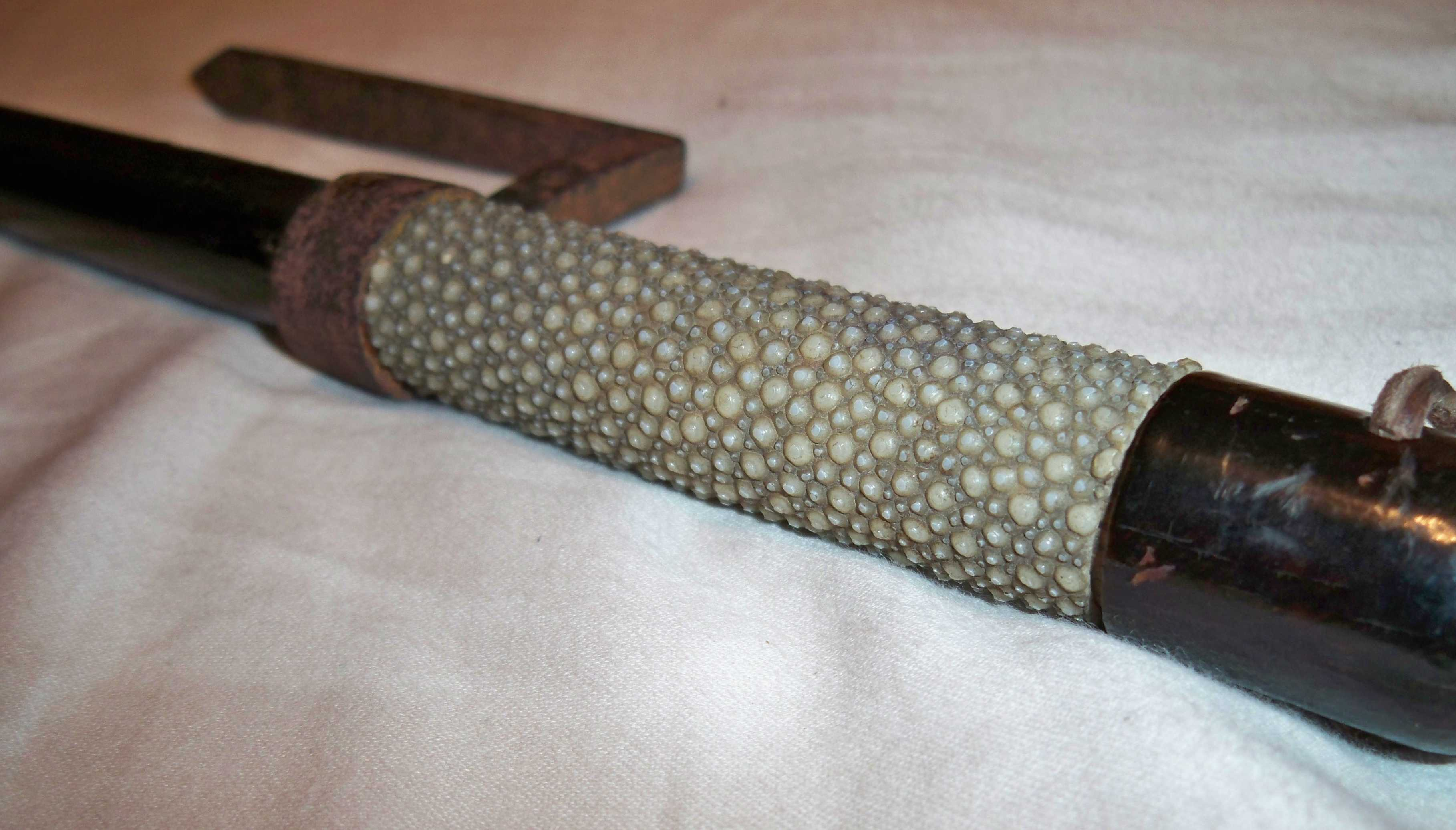
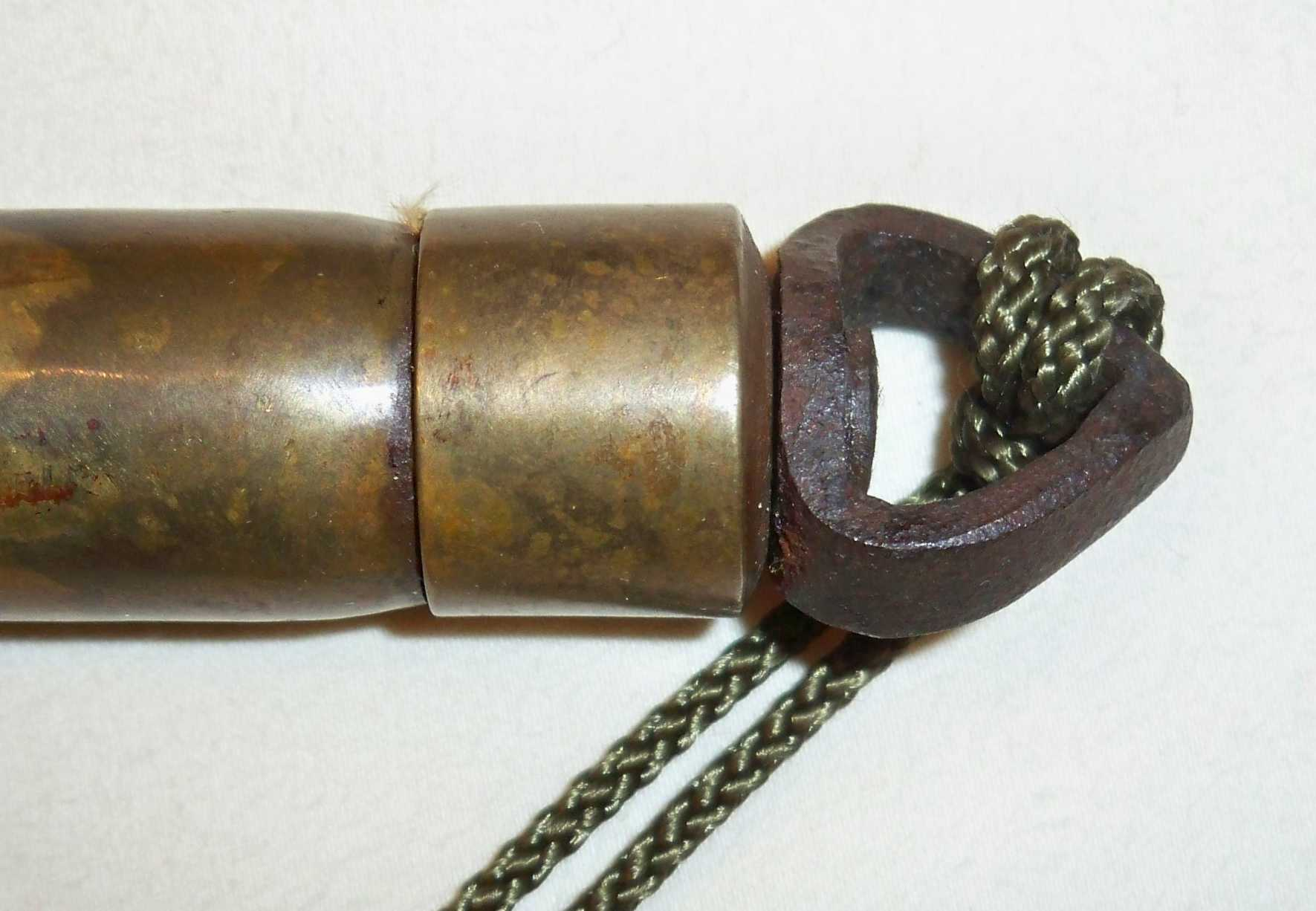
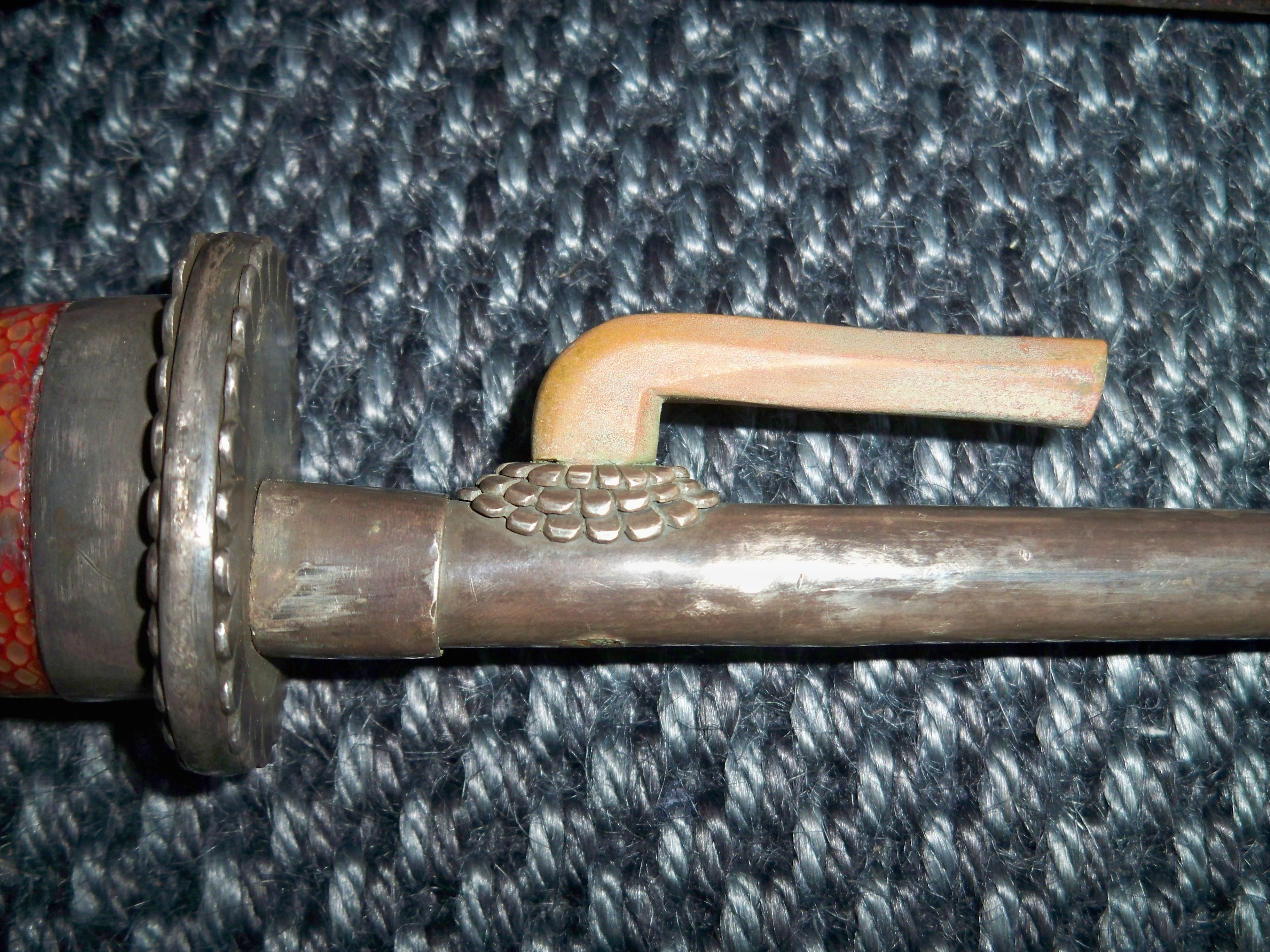
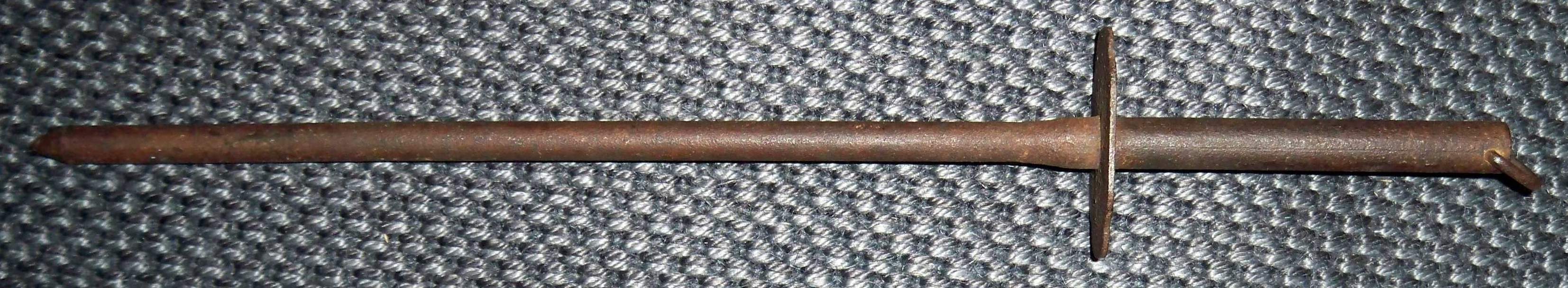
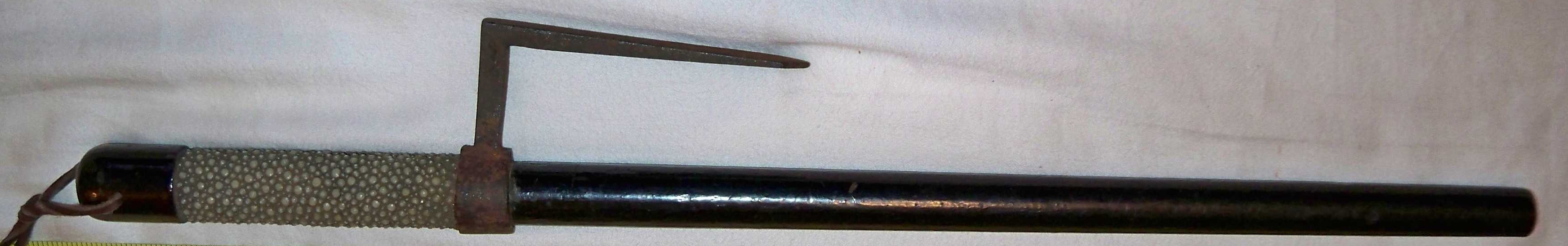
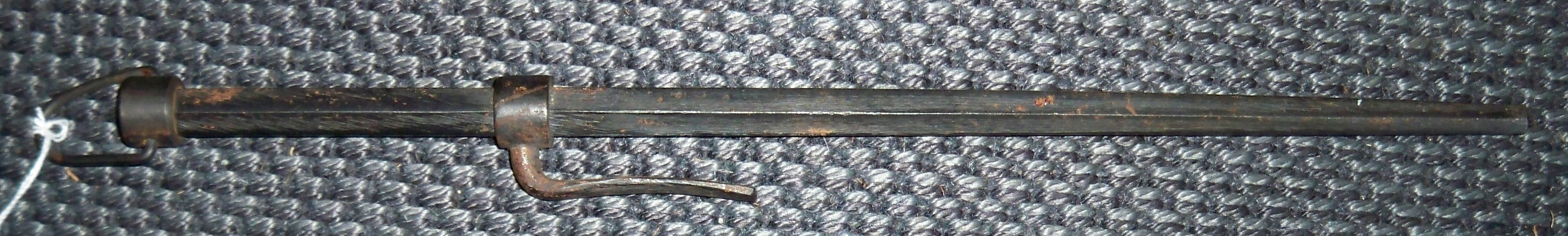
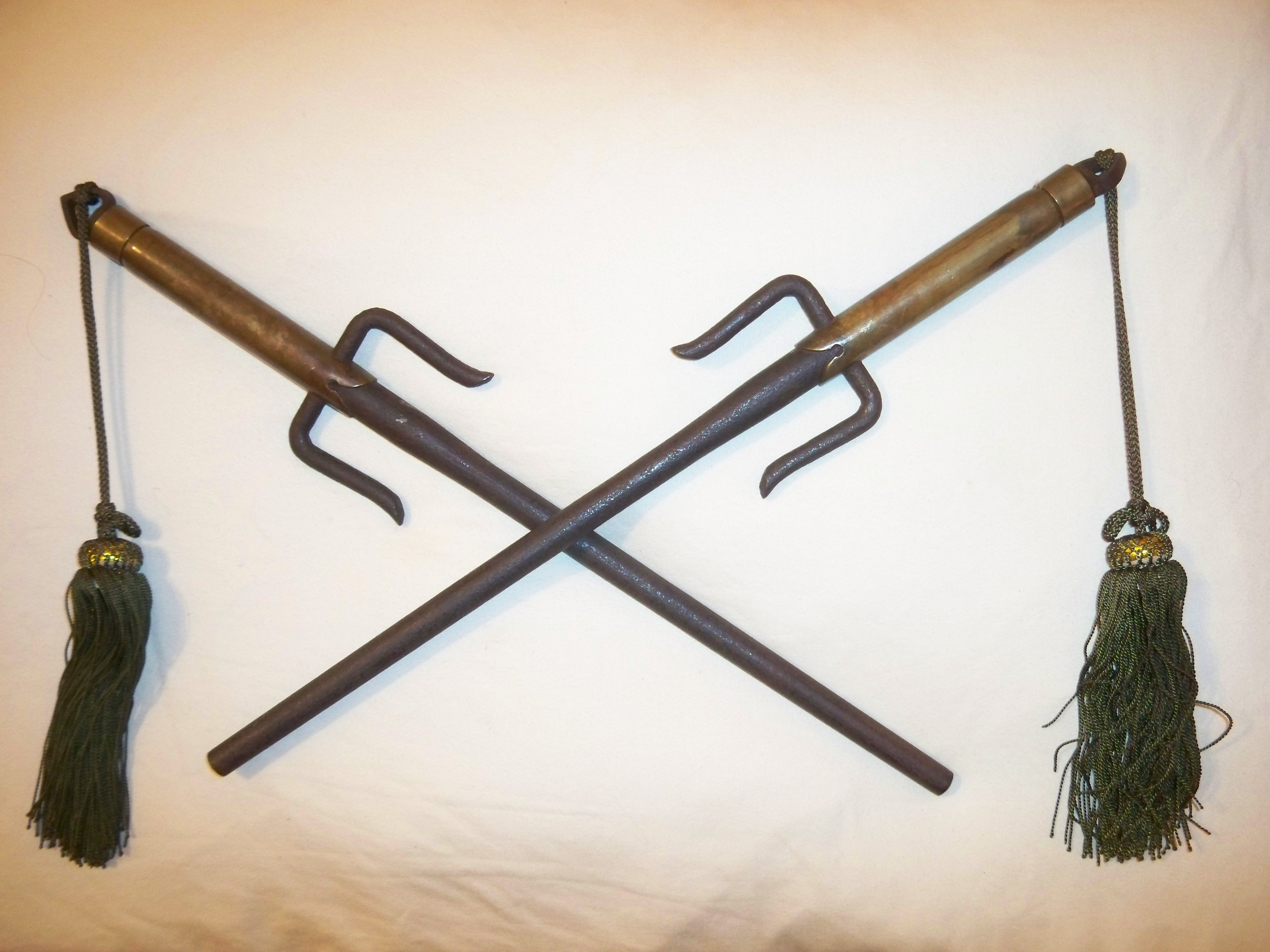